# アラバマ物語 (小説)
『アラバマ物語』（アラバマものがたり、原題：英語: To Kill a Mockingbird、「マネシツグミを殺すのは」の意）は、アメリカ合衆国の作家、ハーパー・リーが1960年に出版したゴシック小説で、「アメリカ南部」のアラバマ州で起きた黒人の白人女性への暴行容疑に対しての裁判で、まわりの白人陪審員の偏見と人種差別を描いている。その内容から米国の高校では教材としてしばしば用いられている。日本では1975年に菊池重三郎訳で暮しの手帖社から出版された。

## 内容
本作の主人公であり、語り手であるジーン・ルイーズ・フィンチ（通称スカウト）は、彼女の父であり街の弁護士でもあるアティカス・フィンチ、お手伝いさんのカルパーニア、そして兄のジェムと一緒に暮らしている。何も起きない静かな街で夏になるとやってくる隣の家の少年、ディルと遊んだり、通りの外れにあるラドリー家へ肝試しに行くような毎日だったが、ある日アティカスが街の外れに住んでいる黒人のトム・ロビンソンを弁護することになったと知る。
六歳のスカウトは学校に上がり、そこで自分の街の掟を知らない人間がいること、自分の価値基準が必ずしも共通ではないことなどを知っていく。最初はお転婆で男の子と喧嘩を繰り返すスカウトであったが、父やカルパーニアの注意もあり、次第に大人の社会の二面性を理解していく。一方、父アティカスは勝てないと知りながらも無実の罪を着せられたトムのために命を懸けて彼のことを弁護しようと立ち向かっていく。
裁判の日となり、アティカスの予想通り、無罪を証明する証拠が幾多と上がりながらもトムはマイエラ・イーウェルの強姦の罪で有罪となってしまう。トムは絶望し、護送中に逃亡を企て射殺され、控訴すれば無罪の見込みがあると考えていたアティカスは落胆する。
一方、原告のイーウェルはアティカスが黒人の弁護を受けたことが気に入らず、ずっと根に持っていた。彼がジェムとスカウトを可愛がっているのを知っているイーウェルは小学校の演劇会から帰宅中のジェムとスカウトを待ち伏せし、殺害しようとたくらむが、そこに肝試しの理由ともなっている狂人と噂されているブー・ラドリーが現れ、イーウェルを刺し殺してしまう。ブーは外に出ないため、子供たちから恐れられていたがジェムとスカウトのことを可愛がっており、こっそりと二人の通学路にある木の洞に贈り物を置いていたのもブーだったのである。イーウェルが殺害され、自分の子供二人が助かったと知り真実を知ろうとするアティカスだったが、街の保安官は事故だったと言い張り、娘の一言で真実が必ずしも善になるわけではないと思いだすアティカスなのであった。
英語原題は「物まね鳥を殺すこと」の意味であり、これは隣人のモーディ嬢が「青カケスは撃ってもいいけど、マネシツグミは殺してはいけないよ、彼らは私達を歌で楽しませる以外何もしないのだから」と言う言葉から来ており、トム・ロビンソンとブー・ラドリーを主に指している。ほかにも純真さを失ったスカウトとジェム、無知で貧しいが故に嘘を言ってしまったイーウェルの娘マイエラなどを指すと言うこともできる。
本書は1950年代後半から1960年代全般に渡る「米国公民権運動」の高まりの中で、最もよく読まれた本の中の一冊である。1961年度のピューリッツァー賞を受賞し、1962年に同名の映画が作られている。しかし、人種差別用語が出てくることから米国の国立教育機関で禁止となっていることも多く、未だに論争を招く作品である。

## この続編と著者
ハーパー・リーはアラバマ州モンローヴィルに住みこの町の名士であるが、あまり他人と付き合いがない生活をしている。この本の続編に当たる『Go Set a Watchman』（『さあ、見張りを立てよ』）は1960年代を背景としてアラバマ物語以前に書かれており、本作のベースとなっていることが明らかになっている。米国では2015年7月14日に発売。
待望された続編ではあったが、ニューヨーク・タイムズのミチコ・カクタニは「前作を読んだ読者にとっては不穏な経験だろう」と書評で語っており、アラバマ物語とはコントラストがつく作品になっている。

## その他
2017年、アメリカ合衆国バージニア州の裁判所は、小学校の校舎に人種差別的な落書きをした少年5人に対し、読書や映画鑑賞を通じて世界観を広げるよう命じる判決を言い渡した。この判決で裁判所が指定した課題図書の中には、アラバマ物語が含まれていた。
米国のテレビドラマ「スーツ」のシーズン１のエピソード５「Bail Out」で主人公の弁護士ハービーが雄弁な相手をアティカス・フィンチに喩えるシーンがある。